# Чемпионат мира по баскетболу 2019. Группа E
В этой статье представлено положение команд и результаты матчей в группе E предварительного раунда чемпионата мира по баскетболу 2019. Состав группы был определён во время жеребьёвки 16 марта 2019 года в Центре культуры Шэньчжэня, Китай. В группе участвуют США, Турция, Чехия, и Япония. Команды сыграют друг с другом в один круг. Матчи пройдут с 1 сентября по 5 сентября 2019 года в спортивном центре «Восток» в Шанхай. Две лучшие команды выходят в групповой турнир за 1-16 места, две худшие - в групповой турнир за 17-32 места.

## Команды
| Команда | Квалификация                | Квалификация     | Участие   | Участие | Участие | Лучший результат                       |
| Команда | Способ                      | Дата             | Последнее | Всего   | Подряд  | Лучший результат                       |
| ------- | --------------------------- | ---------------- | --------- | ------- | ------- | -------------------------------------- |
| Турция  | 2-е место в группе I Европы | 3 декабря 2018   | 2014      | 5       | 5       | 2-е (2010)                             |
| Чехия   | 3-е место в группе К Европы | 16 сентября 2018 |           | 1       | 1       |                                        |
| США     | Победитель группы E Америки | 2 декабря 2018   | 2014      | 18      | 18      | Чемпион (1954, 1986, 1994, 2010, 2014) |
| Япония  | 2-е место в группе F Азии   | 24 февраля 2018  | 2006      | 6       | 2       | 11-е (1967)                            |

## Положение команд
| Команда | Игр | В | П | МЗ  | МП  | МР  | Очки |
| ------- | --- | - | - | --- | --- | --- | ---- |
| США     | 3   | 3 | 0 | 279 | 204 | +75 | 6    |
| Чехия   | 3   | 2 | 1 | 247 | 240 | +7  | 5    |
| Турция  | 3   | 1 | 2 | 254 | 251 | +3  | 4    |
| Япония  | 3   | 0 | 3 | 188 | 273 | −85 | 3    |

## Результаты матчей
Время матчей дано по UTC+8:00

### 1-й тур

#### Турция — Япония
| 1 сентября 2019 16:30 | Протокол | Турция                     | 86:67    | Япония                       | «Восток», Шанхай Зрителей: 16,000 Судьи: Александар Глисич Фердинанд Паскуаль Андрис Аункрогерс |
| 1 сентября 2019 16:30 | Протокол | 28–12, 19–23, 20–14, 19–18 |          |                              | «Восток», Шанхай Зрителей: 16,000 Судьи: Александар Глисич Фердинанд Паскуаль Андрис Аункрогерс |
| 1 сентября 2019 16:30 | Протокол | Мелих Махмутоглу 17        | Очки     | Ник Фазекас, Руй Хатимура 15 | «Восток», Шанхай Зрителей: 16,000 Судьи: Александар Глисич Фердинанд Паскуаль Андрис Аункрогерс |
| 1 сентября 2019 16:30 | Протокол | Эрсан Ильясова 9           | Подборы  | Руй Хатимура 7               | «Восток», Шанхай Зрителей: 16,000 Судьи: Александар Глисич Фердинанд Паскуаль Андрис Аункрогерс |
| 1 сентября 2019 16:30 | Протокол | Догуш Балбай 8             | Передачи | Юдай Баба 4                  | «Восток», Шанхай Зрителей: 16,000 Судьи: Александар Глисич Фердинанд Паскуаль Андрис Аункрогерс |

#### Чехия — США
| 1 сентября 2019 20:30 | Протокол | Чехия                      | 67:88    | США                | «Восток», Шанхай Зрителей: 17,800 Судьи: Мануэль Маццони Войцех Лишка Чжу Дуань |
| 1 сентября 2019 20:30 | Протокол | 14–17, 15–26, 19–23, 19–22 |          |                    | «Восток», Шанхай Зрителей: 17,800 Судьи: Мануэль Маццони Войцех Лишка Чжу Дуань |
| 1 сентября 2019 20:30 | Протокол | Томаш Саторански 17        | Очки     | Донован Митчелл 16 | «Восток», Шанхай Зрителей: 17,800 Судьи: Мануэль Маццони Войцех Лишка Чжу Дуань |
| 1 сентября 2019 20:30 | Протокол | Яромир Богачик 9           | Подборы  | Майлз Тёрнер 7     | «Восток», Шанхай Зрителей: 17,800 Судьи: Мануэль Маццони Войцех Лишка Чжу Дуань |
| 1 сентября 2019 20:30 | Протокол | Томаш Саторански 5         | Передачи | Кемба Уокер 4      | «Восток», Шанхай Зрителей: 17,800 Судьи: Мануэль Маццони Войцех Лишка Чжу Дуань |

### 2-й тур

#### Япония — Чехия
| 3 сентября 2019 16:30 | Протокол | Япония                        | 76:89    | Чехия                          | «Восток», Шанхай Зрителей: 12,200 Судьи: Мануэль Маццони Андрис Аункрогерс Джун Кук Ким |
| 3 сентября 2019 16:30 | Протокол | 18–18, 22–27, 15–19, 21–25    |          |                                | «Восток», Шанхай Зрителей: 12,200 Судьи: Мануэль Маццони Андрис Аункрогерс Джун Кук Ким |
| 3 сентября 2019 16:30 | Протокол | Руй Хатимура 21               | Очки     | Яромир Богачик, Блэйк Шильб 22 | «Восток», Шанхай Зрителей: 12,200 Судьи: Мануэль Маццони Андрис Аункрогерс Джун Кук Ким |
| 3 сентября 2019 16:30 | Протокол | Ник Фазекас 10                | Подборы  | Ондржей Балвин 8               | «Восток», Шанхай Зрителей: 12,200 Судьи: Мануэль Маццони Андрис Аункрогерс Джун Кук Ким |
| 3 сентября 2019 16:30 | Протокол | Руй Хатимура, Рюсэй Синояма 4 | Передачи | Томаш Саторански 7             | «Восток», Шанхай Зрителей: 12,200 Судьи: Мануэль Маццони Андрис Аункрогерс Джун Кук Ким |

#### США — Турция
| 3 сентября 2019 20:30 | Протокол | США                        | 93:92    | Турция            | «Восток», Шанхай Зрителей: 18,000 Судьи: Александар Глисич Фердинанд Паскуаль Войцех Лишка |
| 3 сентября 2019 20:30 | Протокол | 26–21, 21–21, 18–19, 16–20 |          |                   | «Восток», Шанхай Зрителей: 18,000 Судьи: Александар Глисич Фердинанд Паскуаль Войцех Лишка |
| 3 сентября 2019 20:30 | Протокол | Крис Миддлтон 15           | Очки     | Эрсан Ильясова 23 | «Восток», Шанхай Зрителей: 18,000 Судьи: Александар Глисич Фердинанд Паскуаль Войцех Лишка |
| 3 сентября 2019 20:30 | Протокол | Джейсон Тейтум 11          | Подборы  | Эрсан Ильясова 14 | «Восток», Шанхай Зрителей: 18,000 Судьи: Александар Глисич Фердинанд Паскуаль Войцех Лишка |
| 3 сентября 2019 20:30 | Протокол | Кемба Уокер 7              | Передачи | Джеди Осман 4     | «Восток», Шанхай Зрителей: 18,000 Судьи: Александар Глисич Фердинанд Паскуаль Войцех Лишка |

### 3-й тур

#### Турция — Чехия
| 5 сентября 2019 16:30 | Протокол | Турция                     | 76:91    | Чехия             | «Восток», Шанхай Судьи: Александар Глисич Фердинанд Паскуаль Войцех Лишка |
| 5 сентября 2019 16:30 | Протокол | 16–22, 19–21, 25–23, 16–25 |          |                   | «Восток», Шанхай Судьи: Александар Глисич Фердинанд Паскуаль Войцех Лишка |
| 5 сентября 2019 16:30 | Протокол | Джеди Осман 24             | Очки     | Войтех Грубан 18  | «Восток», Шанхай Судьи: Александар Глисич Фердинанд Паскуаль Войцех Лишка |
| 5 сентября 2019 16:30 | Протокол | Три игрока по 4            | Подборы  | Ондржей Балвин 11 | «Восток», Шанхай Судьи: Александар Глисич Фердинанд Паскуаль Войцех Лишка |
| 5 сентября 2019 16:30 | Протокол | Четыре игрока по 3         | Передачи | Блэйк Шильб 8     | «Восток», Шанхай Судьи: Александар Глисич Фердинанд Паскуаль Войцех Лишка |

#### США — Япония
| 5 сентября 2019 20:30 | Протокол | США                      | 98:45    | Япония           | «Восток», Шанхай Судьи: Мануэль Маццони Андрис Аункрогерс Чжу Дуань |
| 5 сентября 2019 20:30 | Протокол | 23–9, 33–14, 28–8, 14–14 |          |                  | «Восток», Шанхай Судьи: Мануэль Маццони Андрис Аункрогерс Чжу Дуань |
| 5 сентября 2019 20:30 | Протокол | Джейлен Браун 20         | Очки     | Юдай Баба 18     | «Восток», Шанхай Судьи: Мануэль Маццони Андрис Аункрогерс Чжу Дуань |
| 5 сентября 2019 20:30 | Протокол | Майлз Тёрнер 9           | Подборы  | Косукэ Такэути 6 | «Восток», Шанхай Судьи: Мануэль Маццони Андрис Аункрогерс Чжу Дуань |
| 5 сентября 2019 20:30 | Протокол | Кемба Уокер 8            | Передачи | Юта Ватанабэ 2   | «Восток», Шанхай Судьи: Мануэль Маццони Андрис Аункрогерс Чжу Дуань |